# Engel Károly (orvostanár)
Engel Károly (Rákópribóc, 1879. január 22. – Budapest, 1968. február 4.) orvos, belgyógyász, egyetemi tanár, Engel Zsigmond bátyja.

## Életpályája
Engel Benjámin és Berger Cecília fia. Tanulmányait a Bécsi Egyetemen kezdte, majd 1902-ben a Budapesti Tudományegyetemen kapta meg orvosi oklevelét. 1902–1909 között Korányi Frigyes klinikáján dolgozott tanársegédként. 1912-ben A vér és anyagcsere betegségei tárgykörből magántanári képesítést szerzett. 1915–1919 között adjunktus volt. Az első világháborúban egészségügyi szolgálatot teljesített. 1922–1944 között az Apponyi Albert Poliklinika belgyógyászati osztályának vezetője volt. 1925-től a belgyógyászati diagnosztika egyetemi előadója lett. 1929-ben címzetes nyilvános rendkívüli tanári címet és egyetemi vizsgáztatási jogot kapott a Pázmány Péter Tudományegyetemen, 1930-ban pedig megkapta az egészségügyi főtanácsosi címet.
Több tudományos tanulmányával hazai és nemzetközi elismerést szerzett. Ő írta le először az 1919. évi nagy csuklási járványt, tisztázta ok- és kórtanát. Elnöke volt a Közkórházi Orvostársaságnak, alapító elnöke a Magyar Belgyógyászati Társaságnak, szerkesztője a Belorvosi Archívumnak. Számos kül- és belföldi társaság tiszteletbeli, illetve levelező tagjává választotta.
Felesége Szántó Mária volt, Szántó Frigyes bankigazgató és Weinberger Vilma lánya, akit 1913. április 29-én Budapesten vett nőül. 1914-ben kitérték a római katolikus hitre.

## Művei
- A belorvostan tankönyve I-II. (társszerző, 1914)
- Belorvostani diagnosztika (társszerző, 1921)
- Az intravénás injekciókról (Budapest, 1926)
- A gyomorfekélyről (Budapest, 1928)
- Belgyógyászati diagnosztika (Budapest, 1929)
- Belgyógyászati vénygyűjtemény (Budapest, 1929)
- A vérkeringési szervek syphilise (Budapest, 1931)
- A belgyógyászati therapia technikája (Budapest, 1935)

## Díjai
- Ferenc József-rend lovagkeresztje
- a Porosz Vöröskereszt jelvénye